# Thoracoplastie
La thoracoplastie est une intervention chirurgicale consistant à enlever une partie ou la totalité d’une ou plusieurs côtes, dans le but d’affaisser la paroi du thorax.
La thoracoplastie était autrefois employée dans le cadre d'un traitement par collapsothérapie, technique consistant à provoquer un collapsus (affaissement) d'un poumon malade, notamment dans le traitement de la tuberculose pour priver le bacille de Koch de l'oxygène indispensable à sa prolifération. Lourde de conséquences respiratoires (insuffisance respiratoire) et rachidiennes (déformations scoliotiques), cette intervention est aujourd'hui quasiment abandonnée depuis la découverte d'antibiotiques permettant de traiter efficacement la tuberculose.
Cette intervention peut également être pratiquée pour effacer une poche pleurale chronique.